# NGC 3144
NGC 3144 = NGC 3174  ist eine Balken-Spiralgalaxie vom Hubble-Typ SBa im Sternbild Drache am Nordsternhimmel. Sie ist schätzungsweise 294 Millionen Lichtjahre von der Milchstraße entfernt und hat einen Durchmesser von etwa 100.000 Lichtjahren.
Im selben Himmelsareal befinden sich u. a. die Galaxien NGC 3147 und NGC 3155.
Die Typ-IIb-Supernova SN 2008gx wurde hier beobachtet.
Das Objekt wurde am 25. September 1865 vom deutsch-dänischen Astronomen Heinrich Louis d’Arrest entdeckt.